# Джейн Свіфт
Джейн Марія Свіфт (англ. Jane Maria Swift; нар. 24 лютого 1965, Норт-Адамс, Массачусетс) — американська політична діячка. Виконувачка обов'язків губернатора Массачусетса з 2001 по 2003 рр. Членкиня Республіканської партії.

## Життєпис
Джейн Марія Свіфт народилася та виросла в Норт-Адамсі, штат Массачусетс. У 1987 році закінчила Триніті-коледж у Гартфорді, штат Коннектикут. Під час навчання в коледжі Свіфт працювала в їдальні коледжу та на факультеті релігії та філософії, грала в жіночій команді з регбі та входила до жіночого товариства Kappa Kappa Gamma.
У 1990 р. Свіфт стала наймолодшою жінкою, обраною до Сенату Массачусетса. Вона відіграла важливу роль у прийнятті Закону про реформу освіти 1993 року, який створив Массачусетську комплексну систему оцінювання, одну з перших загальнонаціональних програм для кількісної оцінки академічної успішності. У 1996 році Свіфт невдало балотувалася до Палати представників США. З 1998 р. вона працювала заступницею губернатора штату Массачусетс.
Залишивши державну службу, Свіфт продовжила працювати в Бостоні та по всій території США виконавчою директором з питань освіти, консультанткою та партнеркою венчурного капіталу зі спеціальним досвідом у сфері освітніх технологій. Вона отримала шість почесних докторських ступенів, працювала науковою співробітницею Школи уряду імені Джона Ф. Кеннеді при Гарвардському університеті. 
Свіфт часто виступає з доповідями про роль жінок на державній службі та проблеми інтеграції роботи та сім’ї, є авторкою журналу Working Mother Magazine, була викладачкою з вивчення лідерства в коледжі Вільямса. Свіфт та її чоловік володіли та керували фермою Cobble Hill Farm, кінним пансіонатом та школою верхової їзди у Вільямстауні, штат Массачусетс, де вони жили зі своїми трьома доньками до переїзду до Вермонта.
Свіфт була генеральною директором Middlebury Interactive Languages (MIL) із серпня 2011 року до квітня 2017 року.
1 липня 2019 року Свіфт стала президентом і виконавчим директором LearnLaunch, некомерційної інноваційної організації в галузі освіти.
У 2015 році Свіфт підписала судову справу до Верховного суду США на користь легалізації одностатевих шлюбів.
Одружена, має трьох дітей.